# Schloss Eyerlohe

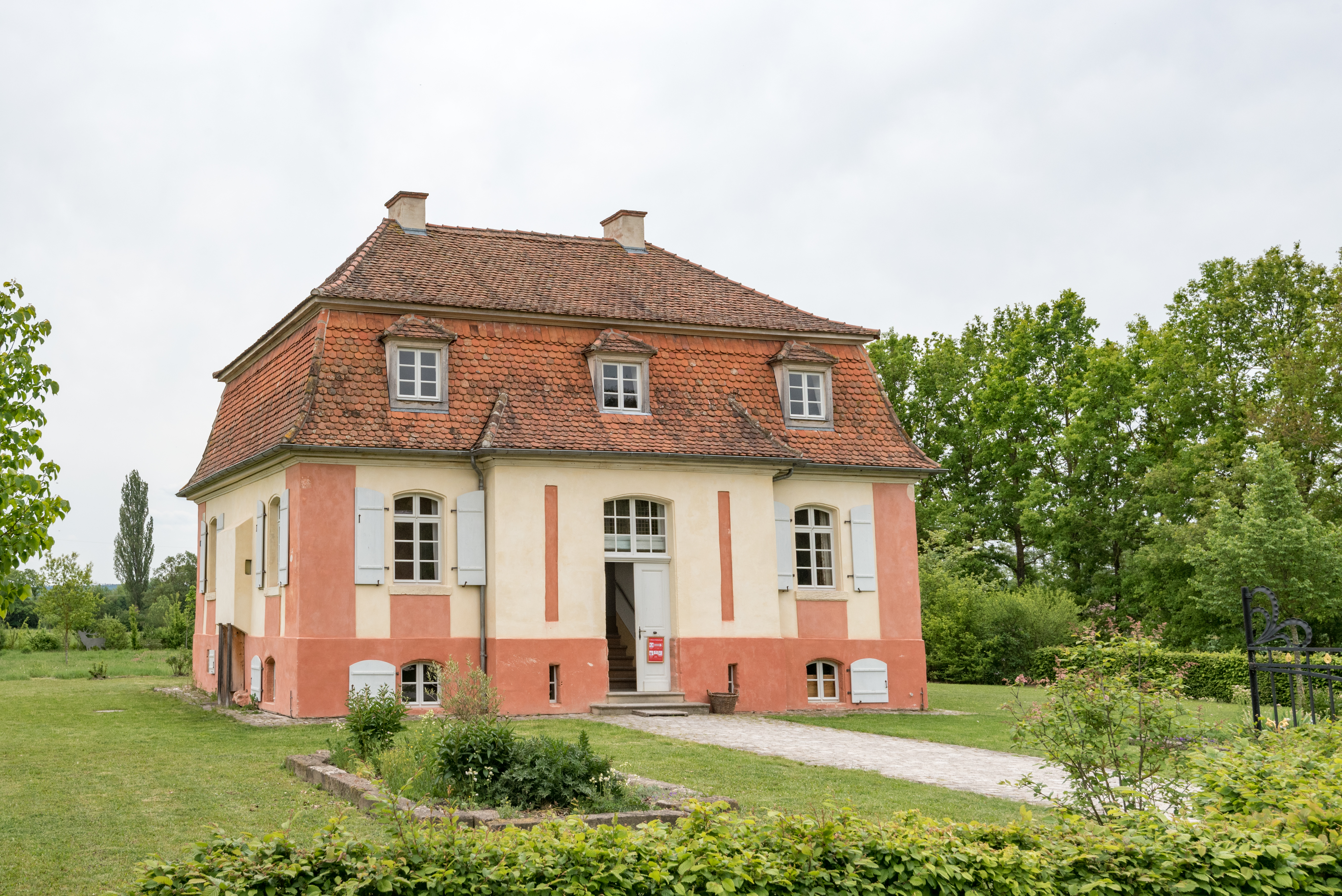
Das Schloss Eyerlohe im Freilandmuseum Bad Windsheim

Das Schloss Eyerlohe ist ein kleines Schloss der Freiherren von Eyb. Ursprünglich stand es im Gemeindeteil Eyerlohe von Aurach im mittelfränkischen Landkreis Ansbach in Bayern. 2002/2003 wurde es in das Fränkische Freilandmuseum Bad Windsheim transloziert.

## Geschichte
Friedrich Carl Alexander von Eyb ließ sich 1778 auf seinem Gut in Eyerlohe durch den Ansbacher Stadtzimmerermeister Hans Zehntner ein kleines Sommerschlösschen errichten und nannte sich fortan „von Eyb zu Eyerlohe und Wiedersbach“. 1782 wurde er mit der Schlossherrschaft auf Dörzbach belehnt und lebte seitdem dort. Sommeraufenthalte von ihm in Eyerlohe sind danach nicht mehr belegt. Lediglich sein Bruder Friedrich Ludwig von Eyb wohnte ab 1783 in Eyerlohe. Die Dauer seines Wohnaufenthalts ist aber nicht überliefert. 1806 wurde das Schlösschen nur noch von einem Gutsverwalter genutzt. Wenige Jahre später ging es in bäuerlichen Besitz über; es diente als Wohnhaus mit Schankwirtschaft. Nach dem Umzug der Besitzerfamilie in einen Bauernhof wurde das Gebäude als Magazin benutzt. 2002/2003 wurde das Schlösschen in das Fränkische Freilandmuseum in Bad Windsheim transloziert.

## Beschreibung
Das Schlösschen ist ein eingeschossiger Bau nach Vorbild der französischen „Maison de Plaisance“ mit Mansarddach und Putzfeldergliederung. Bestimmendes Merkmal ist seine geringe Größe von nur 10 × 12 m. Die Küche ist deshalb aus Platzgründen im Keller eingerichtet worden. Im Erdgeschoss befindet sich in der Mitte der ursprünglich mit Malachitfarbe gestrichene Gartensaal, der von zwei schmäleren Seitentrakten flankiert wird.